# Полтавка (Сумская область)
Полтавка (укр. Полтавка) — село,
Дубовязовский поселковый совет,
Конотопский район,
Сумская область,
Украина.
Код КОАТУУ — 5922055305. Население по переписи 2001 года составляло 37 человек.

## Географическое положение
Село Полтавка находится на левом берегу канала, соединяющего реку Куколка с рекой Ромен,
выше по течению на расстоянии в 3 км расположено село Торговица,
ниже по течению на расстоянии в 1 км расположено село Куриловка,
на противоположном берегу — село Карабутово.
По селу протекает пересыхающий ручей с запрудой.